# Български национален корпус
Българският национален корпус е голям представителен корпус за български език, който включва над 200 000 текста и над 1 милиард думи текст.

## История
БНК е създаден в Института за български език „Проф. Любомир Андрейчин“ от сътрудници от Секцията по компютърна лингвистика и Секцията за българска лексикология и лексикография. В него са обединени електронни корпуси, разработвани от двете секции в периода 2001 – 2009 г. Корпусът непрекъснато се разширява и обогатява с нови текстове.

## Подбор на текст
Източниците и начините за набавяне на материалите, включени в Българския национален корпус, са следните:
1. Дарения от издателства и автори.
2. Дигитализиране на печатни текстове чрез сканиране.
3. Автоматично и ръчно извличане на електронни текстове от интернет.

## Приложения
Българският национален корпус дава възможност за редица приложения в различни области на езикознанието: в компютърната лингвистика; в лексикографията; за теоретични изследвания на определени лингвистични явления; за наблюдения върху особеностите на отделни области на езика; за извличане на примери за демонстрация при обучението по български език и др.
Някои възможни приложения на корпуса:
- Извличане на специални или общи подкорпуси по определени критерии (тематика, автор, година / период на издаване, източник и др.), които да бъдат използвани като тренировъчни корпуси за редица приложения – граматично и семантично маркиране и пр., както и за други изследователски цели.
- Наблюдения върху честотата на употреба на думи или езикови конструкции, генериране на честотни списъци и др.
- Търсене в Корпуса на примери за определени лингвистични явления с цел лингвистично описание, лексикографско отразяване или с учебна цел в обучението по български език (достъпно за ползване в интернет).

## Достъп
Достъпът до Българския национален корпус е напълно безплатен и включва следните възможности:
- достъп до търсачката на Българския национален корпус
- изтегляне на части от Българския национален корпус

Следните подкорпуси са предоставени за изтегляне:
1. Административен корпус от официални документи на Европейския съюз – паралелен, на 23 езика с най-големи корпуси на английски, немски, румънски, гръцки и полски.
2. Публицистичен корпус от SETimes.com – паралелен, на 9 балкански езика (български, гръцки, турски, сръбски, хърватски, босненски, македонски, албански, румънски) и английски.
3. Научнопопулярен корпус със статии от Уикипедия – на български език.
4. Административен/Научен корпус с текстове от Агенцията за лекарствата – паралелен, на 23 езика.